# Gerrie Deijkers
Gerrie Deijkers (Bréda, 13 novembre 1946 – 29 octobre 2003) est un joueur néerlandais de football.

## Biographie
Il commence sa carrière avec le club du VV Baronie, puis il rejoint le NAC Breda, Willem II, DWS, et De Graafschap Doetinchem.
Mais c'est en 1973 lorsqu'il rejoint le PSV Eindhoven qu'il connait ses premiers grands succès. Il gagne la Coupe UEFA en 1978 (0-0, 3-0) face au SC Bastia.
Il finit sa carrière dans les clubs semi-professionnels de Beringen FC et du Vitesse Arnhem.

## Palmarès
- Champion des Pays-Bas en 1975, 1976 et 1978 avec le PSV Eindhoven.
- Vainqueur de la Coupe UEFA en 1978 avec le PSV Eindhoven.
- Vainqueur de la Coupe des Pays-Bas en 1974 et 1976 avec le PSV Eindhoven.
- Co-meilleur buteur de la Coupe UEFA en 1978 avec le PSV Eindhoven.